# Championnats d'Europe d'athlétisme en salle 1988
Navigation
Les 19e Championnats d'Europe d'athlétisme en salle se sont déroulés les 5 et 6 mars 1988 au Budapest Sportcsarnok de Budapest, en Hongrie. 24 épreuves figurent au programme (13 masculines et 11 féminines).

## Podiums

### Hommes
| Épreuves         | Or                               | Argent                           | Bronze                        |
| 60 m             | Linford Christie 6 s 57          | Ronald Desruelles 6 s 60         | Valentin Atanasov 6 s 60      |
| 200 m            | Nikolay Razgonov 20 s 62         | Nikolay Antonov 20 s 65          | Linford Christie 20 s 83      |
| 400 m            | Jens Carlowitz 45 s 63           | Brian Whittle 45 s 98            | Ralf Lübke 46 s 25            |
| 800 m            | David Sharpe 1 min 49 s 17       | Rob Druppers 1 min 49 s 45       | Gert Kilbert 1 min 49 s 46    |
| 1 500 m          | Ari Suhonen 3 min 45 s 72        | Ronny Olsson 3 min 46 s 16       | Rüdiger Horn 3 min 46 s 51    |
| 3 000 m          | José Luis González 7 min 55 s 29 | Markus Hacksteiner 7 min 56 s 04 | Mikhail Dasko 7 min 56 s 51   |
| 60 m haies       | Aleš Höffer 7 s 56               | Jon Ridgeon 7 s 57               | Carlos Sala 7 s 67            |
| 5 000 m marche   | Jozef Pribilinec 18 min 44 s 40  | Roman Mrázek 18 min 44 s 91      | Sándor Urbanik 18 min 45 s 91 |
| Saut en hauteur  | Patrik Sjöberg 2,39 m            | Dietmar Mögenburg 2,37 m         | Sorin Matei 2,35 m            |
| Saut à la perche | Rodion Gataullin 5,75 m          | Nikolai Nikolov 5,70 m           | Atanas Tarev 5,70 m           |
| Saut en longueur | Frans Maas 8,06 m                | László Szalma 8,03 m             | Giovanni Evangelisti 8,00 m   |
| Triple saut      | Oleg Sakirkin 17,30 m            | Béla Bakosi 17,25 m              | Vasif Asadov 17,23 m          |
| Lancer du poids  | Remigius Machura 21,42 m         | Karsten Stolz 20,22 m            | Georgi Todorov 19,98 m        |

### Femmes
| Épreuves         | Or                                 | Argent                         | Bronze                        |
| 60 m             | Nelli Fiere-Cooman 7 s 04          | Silke Gladisch 7 s 05          | Marlies Göhr 7 s 07           |
| 200 m            | Ewa Kasprzyk 22 s 69               | Tatyana Papilina 22 s 79       | Silke Knoll 23 s 12           |
| 400 m            | Petra Müller 50 s 28               | Helga Arendt 51 s 06           | Dagmar Neubauer 51 s 57       |
| 800 m            | Sabine Zwiener 2 min 01 s 19       | Olga Nelyubova 2 min 01 s 61   | Gabi Lesch 2 min 01 s 85      |
| 1 500 m          | Doina Melinte 4 min 05 s 77        | Mitica Junghiatu 4 min 06 s 16 | Brigitte Kraus 4 min 07 s 06  |
| 3 000 m          | Elly van Hulst 8 min 44 s 50       | Vera Michallek 8 min 46 s 97   | Wendy Smith-Sly 8 min 51 s 04 |
| 3 000 m marche   | María Reyes Sobrino 12 min 48 s 99 | Dana Vavracová 12 min 51 s 08  | Mari Cruz Díaz 12 min 55 s 03 |
| 60 mètres haies  | Cornelia Oschkenat 7 s 77          | Marjan Olijslager 7 s 92       | Mihaela Pogacean 7 s 99       |
| Saut en hauteur  | Stefka Kostadinova 2,04 m          | Heike Redetzky 1,97 m          | Larisa Kositsyna 1,97 m       |
| Saut en longueur | Heike Drechsler 7,30 m             | Galina Chistyakova 7,24 m      | Jolanta Bartczak 6,62 m       |
| Lancer du poids  | Claudia Losch 20,39 m              | Larisa Peleshenko 20,23 m      | Kathrin Neimke 20,20 m        |

## Résultats

### 60 m
| Rang | Pays               | Athlète              | Temps  |
| ---- | ------------------ | -------------------- | ------ |
| 1    | Royaume-Uni        | Linford Christie     | 6 s 57 |
| 2    | Belgique           | Ronald Desruelles    | 6 s 60 |
| 3    | Bulgarie           | Valentin Atanassov   | 6 s 60 |
| 4    | Allemagne de l'Est | Sven Matthes         | 6 s 60 |
| 5    | Italie             | Pierfrancesco Pavoni | 6 s 64 |
| 6    | Italie             | Antonio Ullo         | 6 s 67 |

| Rang | Pays                 | Athlète               | Temps  |
| ---- | -------------------- | --------------------- | ------ |
| 1    | Pays-Bas             | Nelli Cooman          | 7 s 04 |
| 2    | Allemagne de l'Est   | Silke Möller          | 7 s 05 |
| 3    | Allemagne de l'Est   | Marlies Göhr          | 7 s 07 |
| 4    | Allemagne de l'Ouest | Ulrike Sarvari        | 7 s 18 |
| 5    | Union soviétique     | Nadezhda Rashchupkina | 7 s 21 |
|      | France               | Laurence Bily         | DNS    |

### 200 m
| Rang | Pays                 | Athlète          | Temps   |
| ---- | -------------------- | ---------------- | ------- |
| 1    | Union soviétique     | Nikolay Razgonov | 20 s 62 |
| 2    | Bulgarie             | Nikolai Antonov  | 20 s 65 |
| 3    | Royaume-Uni          | Linford Christie | 20 s 83 |
| 4    | Autriche             | Andreas Berger   | 20 s 85 |
| 5    | Allemagne de l'Ouest | Norbert Dobeleit | 21 s 37 |
| 6    | France               | Daniel Sangouma  | 21 s 57 |

| Rang | Pays                 | Athlète           | Temps   |
| ---- | -------------------- | ----------------- | ------- |
| 1    | Pologne              | Ewa Kasprzyk      | 22 s 69 |
| 2    | Union soviétique     | Tatyana Papilina  | 22 s 79 |
| 3    | Allemagne de l'Ouest | Silke Knoll       | 23 s 12 |
| 4    | Bulgarie             | Tsvetanka Ilieva  | 23 s 17 |
| 5    | Allemagne de l'Est   | Ingrid Auerswald  | 23 s 25 |
| 6    | Union soviétique     | Galina Malchugina | 23 s 42 |

### 400 m
| Rang | Pays                 | Athlète          | Temps   |
| ---- | -------------------- | ---------------- | ------- |
| 1    | Allemagne de l'Est   | Jens Carlowitz   | 45 s 63 |
| 2    | Royaume-Uni          | Brian Whittle    | 45 s 98 |
| 3    | Allemagne de l'Ouest | Ralf Lübke       | 46 s 25 |
| 4    | Espagne              | Antonio Sánchez  | 46 s 49 |
| 5    | Italie               | Vito Petrella    | 47 s 73 |
| 5    | Allemagne de l'Est   | Thomas Schönlebe | DNS     |

| Rang | Pays                 | Athlète            | Temps   |
| ---- | -------------------- | ------------------ | ------- |
| 1    | Allemagne de l'Est   | Petra Müller       | 50 s 28 |
| 2    | Allemagne de l'Ouest | Helga Arendt       | 51 s 06 |
| 3    | Allemagne de l'Est   | Dagmar Neubauer    | 51 s 57 |
| 4    | Royaume-Uni          | Sally Gunnell      | 51 s 77 |
| 5    | Allemagne de l'Ouest | Gisela Kinzel      | 52 s 46 |
| 6    | Bulgarie             | Rossitsa Stamenova | 53 s 89 |

### 800 m
| Rang | Pays        | Athlète          | Performance   |
| ---- | ----------- | ---------------- | ------------- |
| 1    | Royaume-Uni | David Sharpe     | 1 min 49 s 17 |
| 2    | Pays-Bas    | Rob Druppers     | 1 min 49 s 45 |
| 3    | Suisse      | Gert Kilbert     | 1 min 49 s 46 |
| 4    | Royaume-Uni | Anthony Morrell  | 1 min 49 s 89 |
| 5    | Yougoslavie | Slobodan Popovic | 1 min 50 s 02 |
| 6    | Royaume-Uni | Ikem Billy       | 1 min 50 s 36 |

| Rang | Pays                 | Athlète            | Performance   |
| ---- | -------------------- | ------------------ | ------------- |
| 1    | Allemagne de l'Ouest | Sabine Zwiener     | 2 min 01 s 19 |
| 2    | Union soviétique     | Olga Nelyubova     | 2 min 01 s 61 |
| 3    | Allemagne de l'Ouest | Gabriele Lesch     | 2 min 01 s 85 |
| 4    | Yougoslavie          | Slobodanka Colovic | 2 min 02 s 34 |
| 5    | Royaume-Uni          | Janet Bell         | 2 min 02 s 70 |
| 6    | Tchécoslovaquie      | Gabriela Sedlaková | 2 min 05 s 59 |

### 1 500 m
| Rang | Pays               | Athlète          | Temps         |
| ---- | ------------------ | ---------------- | ------------- |
| 1    | Finlande           | Ari Suhonen      | 3 min 45 s 72 |
| 2    | Suède              | Ronny Olsson     | 3 min 46 s 16 |
| 3    | Allemagne de l'Est | Rüdiger Holm     | 3 min 46 s 51 |
| 4    | Hongrie            | István Knipl     | 3 min 46 s 56 |
| 5    | Portugal           | Antonio Monteiro | 3 min 46 s 79 |
| 6    | Italie             | Tonino Viali     | 3 min 46 s 96 |

| Rang | Pays                 | Athlète           | Temps         |
| ---- | -------------------- | ----------------- | ------------- |
| 1    | Roumanie             | Doina Melinte     | 4 min 05 s 77 |
| 2    | Roumanie             | Mitica Constantin | 4 min 06 s 16 |
| 3    | Allemagne de l'Ouest | Brigitte Kraus    | 4 min 07 s 06 |
| 4    | Union soviétique     | Marina Yakhmeneva | 4 min 08 s 31 |
| 5    | Espagne              | Maite Zuñiga      | 4 min 11 s 31 |
| 6    | Hongrie              | Katalin Racz      | 4 min 12 s 05 |

### 3 000 m
| Rang | Pays             | Athlète            | Temps         |
| ---- | ---------------- | ------------------ | ------------- |
| 1    | Espagne          | José Luis González | 7 min 55 s 29 |
| 2    | Suisse           | Markus Hacksteiner | 7 min 56 s 04 |
| 3    | Union soviétique | Mikhail Dashko     | 7 min 56 s 51 |
| 4    | Tchécoslovaquie  | Radin Kuncicky     | 7 min 56 s 52 |
| 5    | Danemark         | Mogens Guldberg    | 7 min 57 s 68 |
| 6    | Royaume-Uni      | Mike Hawkins       | 7 min 58 s 52 |

| Rang | Pays                 | Athlète         | Temps         |
| ---- | -------------------- | --------------- | ------------- |
| 1    | Pays-Bas             | Elly Van Hulst  | 8 min 44 s 50 |
| 2    | Allemagne de l'Ouest | Vera Michallek  | 8 min 46 s 97 |
| 3    | Royaume-Uni          | Wendy Sly       | 8 min 51 s 04 |
| 4    | Hongrie              | Zita Agoston    | 8 min 55 s 99 |
| 5    | Allemagne de l'Est   | Birgit Barth    | 8 min 56 s 21 |
| 6    | Bulgarie             | Vanya Stoyanova | 9 min 07 s 30 |

### 60 m haies
| Rang | Pays                 | Athlète             | Temps  |
| ---- | -------------------- | ------------------- | ------ |
| 1    | Tchécoslovaquie      | Ales Höffer         | 7 s 56 |
| 2    | Royaume-Uni          | Jon Ridgeon         | 7 s 57 |
| 3    | Espagne              | Carlos Sala         | 7 s 67 |
| 4    | Union soviétique     | Sergey Usov         | 7 s 67 |
| 5    | Allemagne de l'Ouest | Florian Schwarthoff | 7 s 77 |
| 6    | Espagne              | Javier Moracho      | 7 s 83 |

| Rang | Pays               | Athlète            | Temps  |
| ---- | ------------------ | ------------------ | ------ |
| 1    | Allemagne de l'Est | Cornelia Oschkenat | 7 s 77 |
| 2    | Pays-Bas           | Marjan Olijslager  | 7 s 92 |
| 3    | Roumanie           | Michaela Pogacian  | 7 s 92 |
| 4    | Bulgarie           | Ginka Zagorcheva   | 7 s 95 |
| 5    | France             | Laurence Elloy     | 7 s 95 |
| 6    | France             | Florence Colle     | 8 s 02 |

### 5 000 marche/3 000 marche
| Rang | Pays            | Athlètes          | Temps          |
| ---- | --------------- | ----------------- | -------------- |
| 1    | Tchécoslovaquie | Jozef Pribilinec  | 18 min 44 s 40 |
| 2    | Tchécoslovaquie | Roman Mrázek      | 18 min 44 s 93 |
| 3    | Hongrie         | Sándor Urbanik    | 18 min 45 s 91 |
| 4    | Norvège         | Erling Andersen   | 18 min 49 s 10 |
| 5    | Pologne         | Zdzislaw Szlapkin | 18 min 49 s 49 |
| 6    | Belgique        | José Martens      | 18 min 54 s 67 |

| Rang | Pays             | Athlète             | Performance    |
| ---- | ---------------- | ------------------- | -------------- |
| 1    | Espagne          | Reyes Sobrino       | 12 min 48 s 99 |
| 2    | Tchécoslovaquie  | Dana Vavracová      | 12 min 51 s 08 |
| 3    | Espagne          | María Cruz Diaz     | 12 min 55 s 03 |
| 4    | Hongrie          | Ildikó Ilyes        | 12 min 56 s 55 |
| 5    | Hongrie          | María Rosza         | 13 min 04 s 45 |
| 6    | Union soviétique | Natalya Spiridonova | 13 min 08 s 83 |

### Saut en hauteur
| Rang | Pays                 | Athlète            | Hauteur |
| ---- | -------------------- | ------------------ | ------- |
| 1    | Suède                | Patrik Sjöberg     | 2,39 m  |
| 2    | Allemagne de l'Ouest | Dietmar Mögenburg  | 2,37 m  |
| 3    | Roumanie             | Sorin Matei        | 2,35 m  |
| 4    | Italie               | Fabrizio Borellini | 2,30 m  |
| 5    | Tchécoslovaquie      | Robert Ruffini     | 2,27 m  |
| 6    | Bulgarie             | Georgi Dakov       | 2,27 m  |

| Rang | Pays                 | Athlète            | Hauteur |
| ---- | -------------------- | ------------------ | ------- |
| 1    | Bulgarie             | Stefka Kostadinova | 2,04 m  |
| 2    | Allemagne de l'Ouest | Heike Redetzky     | 1,97 m  |
| 3    | Russie               | Larisa Kositsyna   | 1,97 m  |
| 4    | Bulgarie             | Lyudmila Andonova  | 1,94 m  |
| 5    | Bulgarie             | Emilia Dragieva    | 1,91 m  |
| 6    | Allemagne de l'Est   | Gabriele Guenz     | 1,91 m  |

### Saut en longueur
| Rang | Pays                 | Athlète              | Longueur |
| ---- | -------------------- | -------------------- | -------- |
| 1    | Pays-Bas             | Frans Maas           | 8,06 m   |
| 2    | Hongrie              | László Szalma        | 8,03 m   |
| 3    | Italie               | Giovanni Evangelisti | 8,00 m   |
| 4    | Pays-Bas             | Emiel Mellaard       | 7,84 m   |
| 5    | Allemagne de l'Ouest | Dietmar Haaf         | 7,79 m   |
| 6    | Finlande             | Jarmo Karna          | 7,72 m   |

| Rang | Pays               | Athlète             | Longueur |
| ---- | ------------------ | ------------------- | -------- |
| 1    | Allemagne de l'Est | Heike Drechsler     | 7,30 m   |
| 2    | Union soviétique   | Galina Chistyakova  | 7,24 m   |
| 3    | Pologne            | Jolanta Bartczak    | 6,62 m   |
| 4    | Italie             | Antonella Capriotti | 6,58 m   |
| 5    | Union soviétique   | Yelena Kokonova     | 6,55 m   |
| 6    | Finlande           | Ringa Ropo          | 6,54 m   |

### Saut à la perche
| Rang | Pays             | Athlète              | Hauteur |
| ---- | ---------------- | -------------------- | ------- |
| 1    | Union soviétique | Rodion Gataullin     | 5,75 m  |
| 2    | Bulgarie         | Nikolai Nikolov      | 5,70 m  |
| 3    | Bulgarie         | Atanas Tarev         | 5,70 m  |
| 4    | Pologne          | Miroslaw Chmara      | 5,70 m  |
| 5    | France           | Philippe Collet      | 5,60 m  |
| 6    | France           | Jean-Marc Tailhardat | 5,55 m  |

### Triple saut
| Rang | Pays             | Athlète             | Longueur |
| ---- | ---------------- | ------------------- | -------- |
| 1    | Union soviétique | Oleg Sakirkin       | 17,30 m  |
| 2    | Hongrie          | Béla Bakosi         | 17,25 m  |
| 3    | Union soviétique | Vassif Azadov       | 17,23 m  |
| 4    | Bulgarie         | Khristo Markov      | 17,19 m  |
| 5    | Royaume-Uni      | John Herbert        | 16,87 m  |
| 6    | Chypre           | Marios Hatziandreou | 16,74 m  |

### Lancer du poids
| Rang | Pays                 | Athlète           | Distance |
| ---- | -------------------- | ----------------- | -------- |
| 1    | Tchécoslovaquie      | Remigius Machura  | 21,42 m  |
| 2    | Allemagne de l'Ouest | Karsten Stolz     | 20,22 m  |
| 3    | Bulgarie             | Georgi Todorov    | 19,98 m  |
| 4    | Autriche             | Klaus Bodenmüller | 19,70 m  |
| 5    | Tchécoslovaquie      | Karel Sula        | 19,66 m  |
| 6    | Norvège              | Georg Andersen    | 19,56 m  |

| Rang | Pays                 | Athlète           | Distance |
| ---- | -------------------- | ----------------- | -------- |
| 1    | Allemagne de l'Ouest | Claudia Losch     | 20,39 m  |
| 2    | Union soviétique     | Larisa Peleshenko | 20,23 m  |
| 3    | Allemagne de l'Est   | Kathrin Neimke    | 20,20 m  |
| 4    | Bulgarie             | Svetla Mitkova    | 20,07 m  |
| 5    | Tchécoslovaquie      | Sona Vasicková    | 19,99 m  |
| 6    | Tchécoslovaquie      | Alena Vitoulová   | 18,41 m  |

## Tableau des médailles
| Rang | Nation               | Or | Argent | Bronze | Total |
| ---- | -------------------- | -- | ------ | ------ | ----- |
| 1    | Allemagne de l'Est   | 4  | 1      | 4      | 9     |
| 2    | Union soviétique     | 3  | 4      | 3      | 10    |
| 3    | Pays-Bas             | 3  | 2      | 0      | 5     |
| 4    | Allemagne de l'Ouest | 2  | 5      | 4      | 11    |
| 5    | Royaume-Uni          | 2  | 2      | 2      | 6     |
| 6    | Tchécoslovaquie      | 2  | 0      | 0      | 2     |
| 7    | Bulgarie             | 1  | 2      | 3      | 6     |
| 8    | Roumanie             | 1  | 1      | 2      | 4     |
| 9    | Suède                | 1  | 1      | 0      | 2     |
| 10   | Espagne              | 1  | 0      | 1      | 2     |
| 10   | Pologne              | 1  | 0      | 1      | 2     |
| 12   | Finlande             | 1  | 0      | 0      | 1     |
| 13   | Hongrie              | 0  | 2      | 0      | 2     |
| 14   | Suisse               | 0  | 1      | 1      | 2     |
| 15   | Belgique             | 0  | 1      | 0      | 1     |
| 16   | Italie               | 0  | 0      | 1      | 1     |

## Légende
- RM : record du monde
- RE : record d'Europe
- RC : record des championnats
- RN : record national